# محمدرسول ادریسف
محمدرسول ادریسف (به روسی: Магомедрасул Мусаевич Идрисов؛ زادهٔ ۸ ژوئیهٔ ۱۹۹۶) یک کشتی‌گیر آزادکار اهل روسیه است.
از افتخارات وی می‌توان به کسب مدال نقره مسابقات قهرمانی کشتی جهان ۲۰۱۹ اشاره کرد.

## مسابقات قهرمانی کشتی جهان ۲۰۱۹
ادریسف در وزن ۶۱ کیلوگرم کشتی آزاد مسابقات قهرمانی کشتی جهان ۲۰۱۹ نورسلطان حاضر بود که اسدالله لاچینائو از بلاروس، تومنبیلگین توشینتولگا از مغولستان، عباس رحمان‌اف از ازبکستان و بهنام احسان‌پور از ایران را شکست داد و به فینال رسید. وی در دیدار نهایی به بکا لومیتادزه از گرجستان باخت و به مدال نقره وزن ۶۱ کیلوگرم رسید.